# Junggrens Café
Junggrens café, Jungans i folkmun, är ett kafé vid Kungsportsavenyen i Göteborg. Det öppnade 1895 och finns ännu på samma adress.

## Beskrivning
Junggrens var redan tidigt en samlingspunkt för folk från olika kulturyrken. På kaféets väggar fanns sedan 1969 två muralmålningar av konstnären Lars Gillis, med flera kända kunder avbildade, bland andra Benkt-Åke Benktsson, Hjördis Petterson och Karin Kavli. Det omtalas även att Carl Larsson har intagit sitt kaffe på Jungans när han var i Göteborg.
Junggrens Café förekommer första gången i Göteborgskalendern/"Blå boken" 1944, utan innehavare. Från 1946 anges innehavarna som Hilda Persson och Ebba Ström, och fram till åtminstone 1962. Firmaregistrering finns från 1974 som "Junggrens Café T. Junggren & Co" Senaste ägare är Anders Samuelsson, ägare av Café Cappuccino-kedjan som började sin verksamhet med övertagandet av Junggrens i början av 1990-talet. Bröderna Samuelsson kom som flyktingar till Sverige i mitten av 1970-talet. Föräldrarna var fåraherdar på den turkiska landsbygden. Markus Samuelsson berättar: "Jag var den yngste av nio syskon. Vi bodde allihop i en fyra i en förortslägenhet i Västra Frölunda.--"
I kvarteret planerar fastighetsägaren Wallenstam ett stort shoppingstråk. Under vintern 2014 var kaféet stängt, medan ombyggnad pågick. Kaféet öppnade igen april 2014.[källa behövs]